# Gerald Säumel
Gerald Säumel (* 10. Jänner 1986) ist ein ehemaliger österreichischer Fußballspieler.

## Karriere

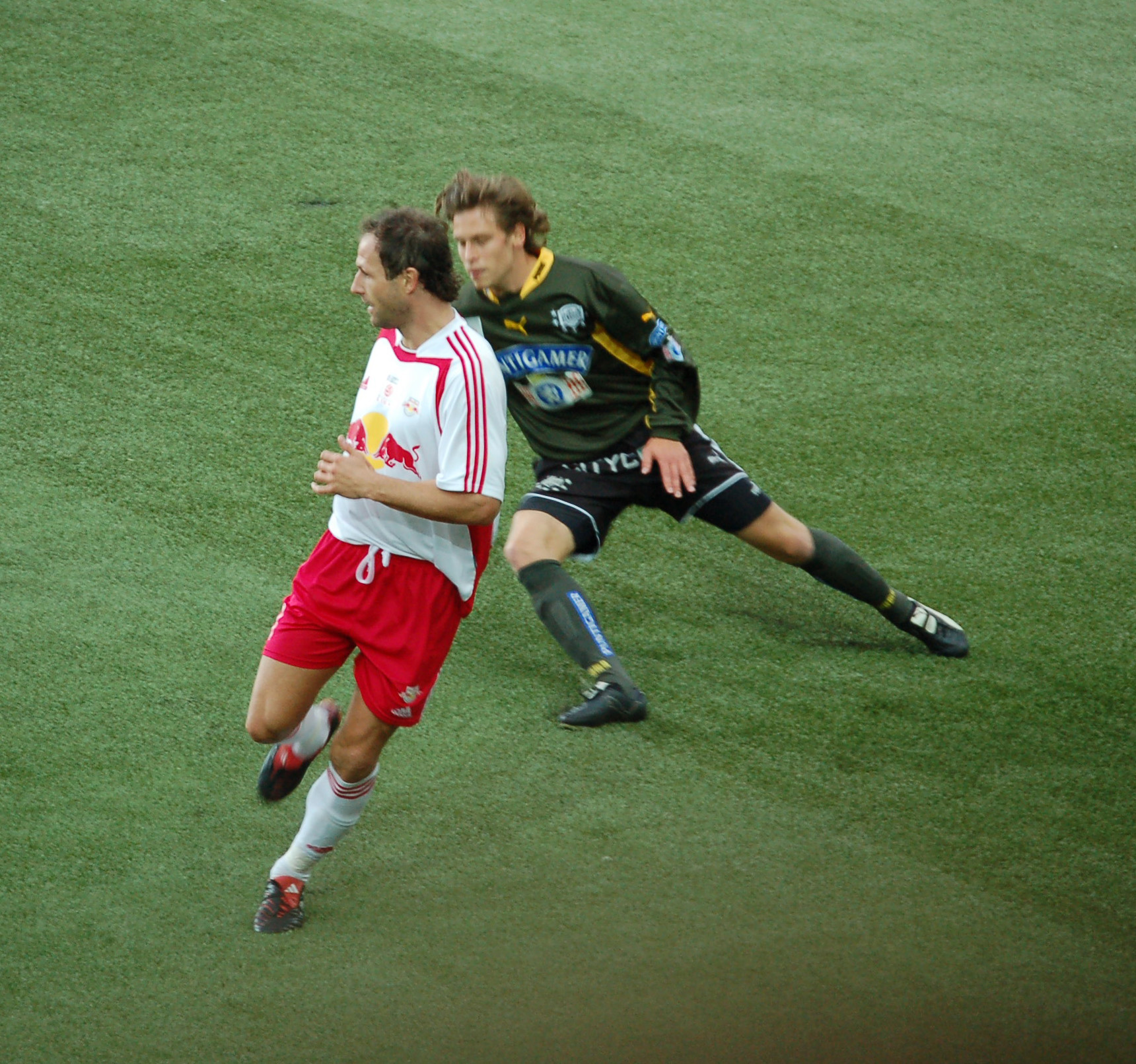
Säumel beim Spiel gegen Salzburg im Oktober 2005 im Duell mit Roland Kirchler

### Verein
Er spielte bis zum Jahr 2000 bei seinem Heimatverein TSV Neumarkt. Nachdem er alle Nachwuchsmannschaften bei Sturm Graz durchspielt hatte, kam er über die Amateurmannschaft in die Kampfmannschaft. Der defensive Mittelfeldspieler kam bei seinem Verein auf 35 Einsätze in der Bundesliga. Zur Saison 2007/08 wurde Gerald Säumel an den Zweitligisten DSV Leoben verliehen, 2008/09 verließ er den SK Sturm endgültig und unterschrieb in Leoben einen Einjahresvertrag. Mit Leoben stieg er 2009 aus der zweiten Liga ab.
Zur Saison 2010/11 wechselte Säumel zum Zweitligisten FC Gratkorn. Mit Gratkorn stieg er zu Saisonende in die Regionalliga Mitte ab.
Ab Juli 2012 war er beim GAK unter Vertrag. Nach dessen Konkurs musste er den Verein im Oktober 2012 verlassen. Daraufhin wechselte im Jänner 2013 zum SC Kalsdorf.
Nach der Neugründung kehrte er im Jänner 2014 zum achtklassigen Grazer AK zurück. Mit dem GAK erreichte er bis 2019 den Durchmarsch aus der achthöchsten Spielklasse, der 1. Klasse, bis in die 2. Liga. Nach dem Zweitligaaufstieg beendete er nach der Saison 2018/19 seine Karriere.

### Nationalmannschaft
Säumel absolvierte Länderspiele für die österreichischen Jugendnationalmannschaften und stand auf Abruf für das U-21-Team Österreichs.

## Persönliches
Sein Bruder Jürgen (* 1984) war ebenfalls Fußballspieler.